# Democracia representativa

Países designados «democracias electorales» en la encuesta «Freedom in the World» («libertad en el mundo») de Freedom House, que cubre el año 2024.

La democracia representativa (también llamada democracia indirecta o gobierno representativo) es un tipo de democracia fundada en el principio de funcionarios electos que representan a un grupo de personas (el primero en acuñar el término "democracia representativa" fue Alexander Hamilton a finales del siglo XVIII para referirse al sistema de Estados Unidos), a diferencia de la democracia directa. Casi todas las democracias occidentales modernas son tipos de democracias representativas; por ejemplo, el Reino Unido es una monarquía parlamentaria, Irlanda es una república parlamentaria, y Estados Unidos es una república federal.
La democracia representativa se presenta a menudo como la forma más eficiente de democracia posible en sociedades de masas, argumentando que permite una decisión eficaz por un número suficientemente pequeño de personas en nombre del mayor número. La eficiencia del servicio se puede juzgar basándose en la métrica de rentabilidad y eficacia en el tiempo. Los representantes que votan en nombre del pueblo permiten un beneficio monetario, ya que se reduce el uso de las mesas de votación, los contadores de votos, etc. El gobierno es generalmente responsable de pagar los salarios de los representantes y tendría que cubrir el costo sustancial de una democracia. La democracia representativa se ha asociado conceptualmente con el históricamente instanciado por el sistema político conocido como «gobierno representativo», que nació en el siglo XVIII con las revoluciones francesa y estadounidense. Es un sistema en el cual la gente elige a sus legisladores (representantes), quienes entonces son responsables ante ellos por su actividad dentro del gobierno.
Es un elemento tanto del sistema parlamentario como del sistema presidencial de gobierno y normalmente se utiliza en una Cámara Baja como la Cámara de los Comunes (Reino Unido) o Dáil Éireann (Irlanda), y puede ser restringido por limitaciones constitucionales como una Cámara Alta. Ha sido descrito por algunos teóricos políticos como Robert A. Dahl, Gregory Houston e Ian Liebenberg como poliarquía. En ella el poder está en manos de los representantes electos que son elegidos por el pueblo en las elecciones.

## Poderes de los representantes
Los representantes son elegidos por el público, como en las elecciones nacionales para la legislatura nacional. Los representantes elegidos pueden tener el poder de seleccionar a otros representantes, presidentes u otros funcionarios del gobierno o de la legislatura, como el primer ministro en este último caso (representación indirecta).
El poder de los representantes suele ser restringido por una constitución (como en una democracia constitucional o una monarquía constitucional) u otras medidas para equilibrar el poder representativo:
- Un poder judicial independiente, que puede tener el poder de declarar actos legislativos inconstitucionales (por ejemplo, Tribunal Constitucional, Corte Suprema).
- La constitución también puede proveer de una democracia deliberativa (por ejemplo, comisiones reales) o medidas populares directas (por ejemplo, iniciativa legislativa popular, referéndum, revocatoria del mandato). Sin embargo, éstas no siempre son vinculantes y suelen requerir alguna acción legislativa: el poder de legislar normalmente permanece firmemente en los representantes.
- En algunos casos, una legislatura bicameral puede tener una Cámara Alta que no es elegida directamente, como el Senado de Canadá, que a su vez fue modelado en la Cámara de los Lores británica.

Teóricos como Edmund Burke creen que parte del deber de un representante no es simplemente comunicar los deseos del electorado, sino también usar su propio juicio en el ejercicio de sus poderes, incluso si sus opiniones no reflejan las de una mayoría de los votantes:
... debe ser la felicidad y la gloria de un representante vivir en la más estricta unión, la correspondencia más estrecha y la comunicación más sin reservas con sus constituyentes. Sus deseos deben tener gran peso con él; su opinión, alto respeto; su negocio, atención no devuelta. Es su deber sacrificar su reposo, sus placeres, sus satisfacciones, a las suyas; y sobre todo, siempre, y en todos los casos, preferir su interés a los suyos. Sin embargo, su opinión imparcial, su juicio maduro, su conciencia iluminada, no debe sacrificar a usted, a ningún hombre o a cualquier grupo de hombres vivos. Éstos no se derivan de su placer; no, ni de la ley ni de la constitución. Son un fideicomiso de la Providencia, por el abuso de que es profundamente responsable. Su representante le debe, no sólo a su industria, sino a su juicio; y traiciona, en vez de servirte, si lo sacrifica a tu opinión.

## Historia
La República romana fue el primer gobierno en el mundo occidental en tener un gobierno representativo, a pesar de tomar la forma de un gobierno directo en las asambleas romanas. El modelo romano de gobernanza inspiró a muchos pensadores políticos a través de los siglos, y las democracias representativas modernas de hoy imitan más el modelo romano que el griego porque era un estado en el cual el poder supremo era sostenido por el pueblo y sus representantes electos y que tenía un líder electo o nombrado. La democracia representativa es una forma de democracia en la que la gente vota por representantes que luego votan sobre las iniciativas políticas en oposición a una democracia directa, una forma de democracia en la que la gente vota directamente sobre las iniciativas políticas. Una tradición medieval europea de seleccionar representantes de los diversos estamentos (clases, pero no como las conocemos hoy en día) para asesorar y controlar a los monarcas condujo a una familiaridad relativamente amplia con los sistemas representativos inspirados en los sistemas romanos.
En Gran Bretaña, Simón de Montfort es recordado como uno de los padres del gobierno representativo por la celebración de dos parlamentos famosos. La primera, en 1258, despojó al rey de autoridad ilimitada y la segunda, en 1265, incluyó a ciudadanos comunes de las ciudades. Más tarde, en el siglo XVII, el Parlamento de Inglaterra fue pionero en algunas de las ideas y sistemas de la democracia liberal que culminaron en la Revolución Gloriosa y el paso de la Declaración de Derechos de 1689.
La revolución de las Trece Colonias condujo a la creación de una nueva Constitución de los Estados Unidos en 1787. El compromiso de los Tres Quintos permitió a los esclavistas del sur consolidar el poder y mantener la esclavitud en los Estados Unidos durante otros ochenta años, pero a través de la expansión de los derechos y las libertades del sufragio sobre las décadas y siglos subsiguientes el gobierno elegido se hizo responsable a la voluntad del pueblo.
En 1789, la Revolución francesa adoptó la Declaración de los Derechos del Hombre y del Ciudadano y, aunque de corta duración, la Convención Nacional fue elegida por todos los hombres en 1792.

El Congreso de los Diputados de España, un ejemplo de democracia representativa.

Según el filósofo británico John Stuart Mill, el gobierno representativo es la forma ideal de gobierno. En su libro Consideraciones sobre el gobierno representativo (1861), Mill indica que una de las tareas del gobierno representativo no es hacer legislación; en su lugar, sugiere que los órganos representativos como los parlamentos y los senados son los más adecuados para el debate público sobre las diversas opiniones de la población y actuar como guardianes de los profesionales que crean y administran las leyes y políticas:

Their part is to indicate wants, to be an organ for popular demands, and a place of adverse discussion for all opinions relating to public matters, both great and small; and, along with this, to check by criticism, and eventually by withdrawing their support, those high public officers who really conduct the public business, or who appoint those by whom it is conducted.
Su rol es indicar necesidades, ser un órgano para las demandas populares y un lugar de discusión de todas las opiniones adversas relacionadas con asuntos públicos, grandes y pequeños; y, junto a eso, verificar con la crítica y, eventualmente, retirar su apoyo a los altos funcionarios públicos que de hecho dirigen el quehacer público o designar a aquellos que lo lleven a cabo.

La democracia representativa gozó de un particular favor en los Estados nación de la Revolución Industrial tardía, donde un gran número de ciudadanos mostraba interés por la política, pero donde la tecnología y las cifras de población no eran adecuadas para dirigir la democracia. Como se señaló anteriormente, Edmund Burke en su discurso a los electores de Bristol analizó clásicamente su funcionamiento en Gran Bretaña y los derechos y deberes de un representante elegido.
Globalmente, la mayoría de la población del mundo vive en democracias representativas, incluyendo monarquías constitucionales y repúblicas con fuertes ramificaciones representativas.

## Investigación sobre la representaciónper se
Existen instituciones de investigación independientes, pero relacionados, sobre filosofía política y ciencias sociales investigan cómo y cuán bien los representantes electos (como los legisladores) representan los intereses o preferencias de uno u otro electorado.[cita requerida]

## Participación ciudadana en las democracias representativas
Las democracias representativas pueden incorporar elementos como el referéndum y la iniciativa legislativa popular. Ambos suelen ser únicamente consultivos, como es el caso de España o la propia Unión Europea (Iniciativa Ciudadana Europea).

### América Latina
La activación de referendos no es una novedad en América Latina. Ya en el siglo XX, varios países de la región convocaron referendos, tanto durante gobiernos autoritarios (Bolivia 1931; Paraguay 1940; Chile 1978, 1980; Uruguay 1980), como en democracias con dudosas credenciales (Perú 1919, Uruguay 1942), en democracias frágiles (Brasil 1963) y en democracias consolidadas o en consolidación (Argentina 1983, Uruguay en numerosas ocasiones). Sin embargo, en las últimas décadas se han observado numerosos cambios que se expresan tanto en el creciente número de activaciones como en la creciente y variada regulación de MDD.
Hacia 1970 un solo país de América Latina regulaba mecanismos susceptibles de ser activados por parte de la ciudadanía, vía reunión de firmas, entre otros requisitos (Uruguay, Constitución de 1967). Sin embargo, en 2015 de 18 países de América Latina continental y República Dominicana, nueve los que los incluyen (Bolivia, Colombia, Costa Rica, Ecuador, México, Nicaragua, Perú, Uruguay y Venezuela), en una ola iniciada con la Constitución colombiana de 1991. De forma semejante, en la actualidad son once los países que regulan el referendo obligatorio (Bolivia, Colombia, Costa Rica, El Salvador, Guatemala, Panamá, Paraguay, Perú, República Dominicana, Uruguay y Venezuela), principalmente para ratificar cambios constitucionales. Sólo unos pocos países no permiten a las autoridades (presidente o congreso) llamar a consulta (El Salvador, Panamá, Paraguay y Perú).

### España

#### Antecedentes
Los concejos en los reinos de Asturias y León del siglo X, los Usatges de Cataluña en el siglo XI (que cristalizaron en el primer código jurídico-constitucional de la historia, bajo el reinado de Ramón Berenguer IV) y los "parlamentos" creados durante el reinado de Alfonso IX de León, las Cortes de León de 1188 o Eduardo I de Inglaterra en el siglo XIII, donde se inicia el concepto de separación de poderes. Estos dos últimos serían más antecedentes de la democracia representativa.
En la Constitución de 1931 se podía forzar un referéndum de derogación de leyes a partir de la iniciativa del 15 % del censo, y la iniciativa legislativa popular no tenía limitaciones en su aplicación.

#### Actualidad
La Constitución Española de 1978 solo permite referéndums consultivos en el artículo 92, por lo que los vinculantes quedan explícitamente prohibidos, excepto para la reforma constitucional. En este último caso, solo en caso de la reforma de una parte muy pequeña de la Constitución es obligatorio convocar un referéndum vinculante (art. 168).
Solo tres referéndum a nivel nacional se han celebrado desde la aprobación de la Constitución: el exigido para su ratificación en 1978, el de acceso a la OTAN, que fue consultivo pero no vinculante, y el consultivo sobre el Tratado de Constitución Europea de 2005.
A nivel local, el Tribunal Supremo autorizó el referéndum municipal de Almuñécar sobre el Plan General de Ordenación Urbana (PGOU), estimando así un recurso del Ayuntamiento contra el acuerdo del Consejo de Ministros de septiembre de 2006 que le denegó la autorización para celebrarlo.
La única herramienta de democracia directa acogida en la Constitución es la Petición Colectiva Legislativa (art. 87 y Ley Orgánica de la Iniciativa Legislativa Popular). Tras la recogida de 500.000 firmas los promotores de la iniciativa solo pueden proponer al Congreso de los Diputados su discusión. El parlamento no está obligado a aceptar la propuesta, ni los promotores de esta pueden defenderla en ese foro. El proceso finaliza sin que se convoque un referéndum posterior para consultarlo a los ciudadanos.

### Francia
Francia tiene una larga tradición de consulta directa desde el decreto de los derechos del hombre en 1789. En los años de 1789 y 1799, en Francia se encuentran marcados, ya que se realizó el documento fundamental en el cual se definen los derechos en las personas, señalándose que la Revolución Francesa fue un conflicto político y social. Se llevaron a cabo diferentes procedimientos de aprobación, uno importante fue el realizado por Napoleón, que gracias a la ratificación fue nombrado cónsul vitalicio y emperador.
Durante estos años hubo otro suceso en diciembre de 1851, un golpe de Estado, que provoca la restauración del imperio y las reformas liberales.
En 1791 Francia funciona como una monarquía constitucional. La Quinta República Francesa es el régimen republicano en vigor en Francia desde el 5 de octubre de 1958 hasta hoy; la Quinta República sucedió a la Cuarta República instaurada en 1946. Charles de Gaulle prepara un nuevo proyecto de constitución que se aprueba y es conocido como la Constitución del 4 de octubre de 1958, o constitución de la Quinta República, aporta un mayor poder al ejecutivo, que el que se tenía anteriormente con la Cuarta República. Así se establecen y permiten nuevos regímenes, nuevos principios y reconocimiento a otras nuevas leyes, como la del medio ambiente. Se fortalece la institución presidencial, apoyada por el poder ejecutivo y de Gaulle aprovecha para fortalecer su relación y posición personal.
Dividiendo a la oposición, para favorecer y arreglar cuentas con la élite política tradicional y reacomodar reglas también políticas. Da como resultado en la política internacional una buena imagen, consolidar relaciones diplomáticas, prestigio, aceptación y respeto a Francia.

## Críticas
En su libro Partidos políticos, escrito en 1911, Robert Michels sostiene que la mayoría de los sistemas representativos se deterioran hacia una oligarquía o partitocracia. Esto se conoce como la ley de hierro de la oligarquía. Las democracias representativas que son estables han sido analizadas por Adolf Gasser y comparadas con las democracias representativas inestables en su libro Gemeindefreiheit als Rettung Europas («Libertad comunal como rescate de Europa»). Gasser estableció los siguientes requisitos para una democracia representativa a fin de permanecer estable y no afectada por la ley de hierro de la oligarquía:
- La sociedad tiene que ser construida de abajo hacia arriba. Como consecuencia, la sociedad es construida por personas, que son libres y tienen el poder de defenderse con armas.
- Estas personas libres se unen o forman comunidades locales. Estas comunidades locales son independientes, lo que incluye la independencia financiera, y son libres de determinar sus propias reglas.
- Las comunidades locales se unen en una unidad superior, por ejemplo: un cantón.
- No hay burocracia jerárquica.
- Existe competencia entre estas comunidades locales, por ejemplo: sobre los servicios prestados o sobre los impuestos.

Un inconveniente para este tipo de gobierno es que los funcionarios electos no están obligados a cumplir las promesas hechas antes de su elección y son capaces de promover sus propios intereses una vez elegidos, proporcionando un sistema incohensivo de gobernanza. Los legisladores también están bajo escrutinio, ya que el sistema de legisladores mayoritariamente ganados que votan por asuntos para el gran grupo de personas fomenta la desigualdad entre los marginados.

### Soluciones propuestas

#### Estococracia
El sistema de estococracia ha sido propuesto como un sistema mejorado en comparación con el sistema de democracia representativa, donde los representantes son elegidos. La estococracia pretende reducir al menos esta degradación al tener a todos los representantes designados por sorteo en lugar de votar. Por lo tanto, este sistema también se llama lotocracia. El sistema fue propuesto por el escritor Roger de Sizif en 1998 en su libro La stochocratie. La elección de los funcionarios por sorteo era también la práctica habitual en la antigua democracia ateniense. La racionalidad detrás de esta práctica era evitar el cabildeo y la campaña electoral de los oligarcas económicos.

#### Democracia deliberativa
El sistema de democracia deliberativa es una mezcla entre un sistema gobernado por mayoría y un sistema consensuado. Permite que las democracias representativas o las democracias directas coexistan con su sistema de gobierno, proporcionando una ventaja inicial. Es un sistema que permite a los legisladores discutir las cuestiones de manera productiva tratando de llegar a un consenso. Si el grupo no puede llegar a un consenso, entonces se debe tomar una mayoría-gana el voto.

#### Democracia delegativa o democracia líquida
El sistema de democracia delegativa o democracia líquida es una mezcla dinámica de democracia representativa y democracia directa, lo que significa que cada participante puede decidir si quiere participar en una decisión por votación directa, o si prefiere que un delegado vote por él utilizando un sistema de software. El votante puede delegar su voto en una organización, un partido político o un individuo. Uno puede tener diferentes delegados en diferentes áreas temáticas, y siempre cambiar el delegado. Cuando el votante vota directamente en un asunto, el voto de los delegados será borrado y el voto directo será contado. Este sistema también contiene espacio para iniciativas populares y deliberación. El primer ejemplo de democracia delegativa o democracia líquida con un programa de software en un entorno político real implicó al partido político local Demoex en Vallentuna cerca de Estocolmo, Suecia. Los Partidos Piratas en Alemania, Italia, Austria, Noruega, Francia y los Países Bajos utilizan la democracia delegativa con el software de código abierto Liquid Feedback, mientras que los miembros del Partido Pirata belga han desarrollado su propio software llamado Get Opinionated.